# Liste der Baudenkmale in Zölkow
In der Liste der Baudenkmale in Zölkow sind alle Baudenkmale der Gemeinde Zölkow (Landkreis Ludwigslust-Parchim) und ihrer Ortsteile aufgelistet (Stand: August 2020).

## Legende
In den Spalten befinden sich folgende Informationen:
- ID-Nr: Die Nummer wird von den Denkmalämtern der Landkreise vergeben. Wenn sie nicht bekannt ist, bleibt die Spalte leer. In dieser Spalte kann sich zusätzlich das Wort Wikidata befinden, der entsprechende Link führt zu Angaben zu diesem Denkmal bei Wikidata.
- Lage: die Adresse des Denkmales und die geographischen Koordinaten.
Link zu einem Kartenansichtstool, um Koordinaten zu setzen. In der Kartenansicht sind Denkmale ohne Koordinaten mit einem roten bzw. orangen Marker dargestellt und können in der Karte gesetzt werden. Denkmale ohne Bild sind mit einem blauen bzw. roten Marker gekennzeichnet, Denkmale mit Bild mit einem grünen bzw. orangen Marker.
- Bezeichnung: Bezeichnung, so wie sie in den offiziellen Listen der Denkmalämter steht. Ein Link hinter der Bezeichnung führt zum Wikipedia-Artikel über das Denkmal. Wenn die Bezeichnung der Denkmalämter inhaltlich fehlerhaft ist, ist in der Spalte „Beschreibung“ darauf hinzuweisen.
- Beschreibung: Beschreibung des Denkmales
- Bild: ein Bild des Denkmales und gegebenenfalls einen Link zu weiteren Fotos des Denkmals im Medienarchiv Wikimedia Commons

## Baudenkmale nach Ortsteilen

### Zölkow
| ID | Lage                   | Bezeichnung                               | Beschreibung | Bild |
| -- | ---------------------- | ----------------------------------------- | ------------ | ---- |
|    | Am Forsthof 9 (Karte)  | Forsthof mit Forsthaus und Feldsteinmauer |              |      |
|    | Dorfstraße 1 (Karte)   | Wohnhaus                                  |              |      |
|    | Dorfstraße             | Kriegerdenkmal 1914/18                    |              |      |
|    | L 015 (Zölkow-Mestlin) | Meilenstein                               |              |      |

### Groß Niendorf
| ID | Lage                    | Bezeichnung                       | Beschreibung | Bild                              |
| -- | ----------------------- | --------------------------------- | ------------ | --------------------------------- |
|    | Lange Straße (Karte)    | Glocke (im modernen Glockenstuhl) |              | Glocke (im modernen Glockenstuhl) |
|    | (Karte)                 | Kriegerdenkmal 1914/18            |              | Kriegerdenkmal 1914/18            |
|    | Lange Straße 19 (Karte) | Molkerei                          |              |                                   |

### Kladrum
| ID | Lage                        | Bezeichnung             | Beschreibung | Bild                    |
| -- | --------------------------- | ----------------------- | --- | ----------------------- |
|    | Crivitzer Straße 12 (Karte) | Pfarrhaus und Anbau     | |                         |
|    | Crivitzer Straße 17 (Karte) | Büdnerei                | |                         |
|    | (Karte)                     | Kirche mit Trockenmauer | Die Kirche ist eine gotische Feldsteinkirche aus dem 13. oder 14. Jahrhundert. Im Dreißigjährigen Krieg zerstört, im 17. Jahrhundert wieder aufgebaut; Turm mit barocker Haube; Inneneinrichtung im 19. Jahrhundert, überarbeitet. | Kirche mit Trockenmauer |
|    | Friedhof                    | Kriegerdenkmal          | |                         |
|    | L 015 Richtung Zölkow       | Meilenstein             | |                         |